# 4144 Vladvasilʹev
4144 Vladvasilʹev là một tiểu hành tinh vành đai chính với chu kỳ quỹ đạo là 2053.8102859 ngày (5.62 năm).
Nó được phát hiện ngày 28 tháng 9 năm 1981.